# Bandido (Film)
Bandido ist ein amerikanischer Film aus dem Jahre 1956. Regie führte Richard Fleischer. Er wurde auch als Granaten-Joe gezeigt.

## Handlung
Der Film spielt im Jahre 1916 zur Zeit der mexikanischen Revolution. Der Amerikaner Richard Wilson reist in das südliche Nachbarland, um sich in den Revolutionswirren als Waffenhändler zu bereichern. Er rüstet die Truppen von Escobar mit Granaten aus, zur gleichen Zeit kommt aber auch Kennedy, ein anderer amerikanischer Waffenhändler nach Mexiko. Dieser möchte Escobars Gegner ausrüsten. Escobar und Wilson beschließen, Kennedy die Waffen zu stehlen und ihn gefangen zu nehmen.
Da sich aber Wilson in Kennedys Frau Lisa verliebt, scheitert Escobars Plan, sie als Geisel zu nehmen. Escobar nimmt schließlich sowohl Kennedy als auch Wilson als Geiseln. Beide können sich befreien. Der Film endet damit, dass Kennedy von Escobar getötet wird und Wilson sich auf die Suche nach Lisa Kennedy macht.

## Kritik
Das Lexikon des internationalen Films lobte den Film mit den Worten: „Brillant fotografierter und überzeugend gespielter Western mit eindrucksvollen Massenszenen.“